# Dobrý člověk ještě žije
Dobrý člověk ještě žije (v originále Colas Breugnon) je román francouzského spisovatele Romaina Rollanda z roku 1919. Tento román je označován za nejčtenější autorovo dílo.
V roce 1967 byl natočen v Československu stejnojmenný televizní film.

## Vznik románu
Dlouholetá práce na románu Jan Kryštof Rollanda natolik svazovala, že po dokončení díla toužil napsat něco méně rozsáhlého. Sám o tom píše: „Je to reakce proti desítiletí nevolnosti v brnění Jana Kryštofa, které sice bylo děláno na mou míru. ale nakonec mi bylo příliš těsné. Cítil jsem nepřekonatelnou touhu po volné galské veselosti, až bezohlednosti.“ Výsledkem této touhy byl román Colas Breugnon roku 1919, který díky českému překladu Jaroslava Zaorálka zdomácněl pod názvem Dobrý člověk ještě žije. Román se odehrává v Rollandově rodném Burgundsku a jde zřejmě o jeho nejčtenější a nejoblíbenější dílo.

## Příběh
Ústřední postavou tohoto románu je Colas Breugnon, který si vždy dokáže uchovat svůj nezdolný optimismus a humor. Ty mu pak pomáhají zdolat těžké okamžiky jeho života. Děj se odehrává v Burgundsku za vlády Ludvíka XIII. Colas měl ženu, čtyři syny, dceru Martinu a mnoho vnoučat. Nebál se práce, byl společenský, chodil na procházky a měl velmi rád víno, prostě si užíval života. Špatné věci zaháněl svým smyslem pro humor. Dokázal tak přežít i obtížná období, například když město obléhali vojáci nebo když bylo nakaženo morem a jeho manželka na něj později zemřela, ačkoli on sám se vyléčil. Navíc mu pak vypálili dům a tak bydlel nějakou dobu u své dcery. Jenže chtěl bydlet ve vlastním a o samotě, neměl však dost peněz. Stavěl tedy sám, ale při nešťastném pádu z lešení si zlomil kotník a byl tak připoután k lůžku. To vše se stalo v průběhu jediného roku – ztratil ženu, dům i peníze. I tak si ale dokázal uchovat dobrou náladu a cítil se i dost bohatý, protože pěkné vzpomínky a jeho osobitý humor mu zůstaly.

## Postavy
- Colas Breugnon – hodný a byť velice svérázný, tak také spravedlivý; celkově kladná postava.

## Česká vydání
- Dobrý člověk ještě žije, Rudolf Škeřík Praha 1924, překlad Jaroslav Zaorálek, v tomto překladu vydalo tento román toto nakladatelství ještě roku 1929, 1936, 1946 a 1947, nakladatelství Československý spisovatel roku 1951, SNKLHU roku 1954, Mladá fronta roku 1963, Lidové nakladatelství roku 1970 a 1971, Odeon roku 1973 a 1978, nakladatelství Amosium servis v Karviné roku 1997 a Levné knihy KMa roku 2000.